# Летние Сурдлимпийские игры 1928
II Международные игры глухих прошли в городе Амстердаме столице Нидерландов . Игры проводились с 18 по 26 августа  1928 года, участие в них приняли 212 спортсменов из 10 стран.

## Виды спорта
Программа II Международных игр глухих включала 6 спортивных дисциплин (5 из которых индивидуальные, 1 — командная).

### Индивидуальные
- Лёгкая атлетика
- Велоспорт
- Плавание
- Теннис
- Пулевая стрельба

### Командные
- Футбол

## Страны-участницы
В II Международных игр глухих приняли участие спортсмены из 10 государств:
- Австрия
- Бельгия
- Великобритания
- Венгрия
- Германия
- Нидерланды
- Польша
- Франция
- Чехословакия
- Швейцария